# Liste der Kulturgüter in Marsens
Die Liste der Kulturgüter in Marsens enthält alle Objekte in der Gemeinde Marsens im Kanton Freiburg, die gemäss der Haager Konvention zum Schutz von Kulturgut bei bewaffneten Konflikten, dem Bundesgesetz vom 20. Juni 2014 über den Schutz der Kulturgüter bei bewaffneten Konflikten sowie der Verordnung vom 29. Oktober 2014 über den Schutz der Kulturgüter bei bewaffneten Konflikten unter Schutz stehen.
Objekte der Kategorien A und B sind vollständig in der Liste enthalten, Objekte der Kategorie C fehlen zurzeit (Stand: 1. Januar 2023).

## Kulturgüter
| Foto | | Objekt | Kat. | Typ | Standort                                        | Beschreibung |
| ---- | --- | --- | ---- | --- | ----------------------------------------------- | --- |
| ja   | Datei hochladen · Wikidata zu Kapelle Saint-Ignace, genannt La Rotonde (Q29479202)                                     | Kapelle Saint-Ignace, genannt La Rotonde / Chapelle Saint-Ignace dite La Rotonde KGS-Nr.: 02223                                                 | A    | G   | Route de la Rotonde 20 571385 / 167224          | |
| BW   | Datei hochladen | En Barras, gallo-römischer vicus mit Tempel von Tronche-Bélon / En Barras, vicus gallo-romain avec temple de Tronche-Bélon KGS-Nr.: 02224       | A    | F   | 571459 / 166561                                 | Objekt liegt zum Teil auf dem Gemeindegebiet von Marsens (Nr. 02224), von Echarlens (Nr. 01300) und von Riaz (Nr. 01284) |
| ja   | Datei hochladen · Wikidata zu Festes Haus bekannt als Sorens (Q108272869)                                              | Festes Haus, genannt de Sorens / Maison forte dite de Sorens KGS-Nr.: 02352                                                                     | A    | G   | Vuippens, Rue des Châteaux 20 572290 / 167467   | |
| ja   | Datei hochladen · Wikidata zu Vogteischloss Vuippens (Q4848472)                                                        | Vogteischloss / Château baillival KGS-Nr.: 02355                                                                                                | A    | G   | Vuippens, Rue des Châteaux 27 572400 / 167520   | |
| ja   | Datei hochladen · Wikidata zu Bauernhaus Philiponna (Q29479205)                                                        | Bauernhaus Philiponna / Ferme Philiponna KGS-Nr.: 10007                                                                                         | A    | G   | Vuippens, Place Saint-Sulpice 6 572010 / 167638 | |
| ja   | Datei hochladen · Wikidata zu Pfarrkirche Saint-Sulpice (Q29696288)                                                    | Pfarrkirche Saint-Sulpice / Église paroissiale Saint Sulpice KGS-Nr.: 02353                                                                     | B    | G   | Vuippens, Place Saint-Sulpice 1 572000 / 167580 | |
| ja   | Datei hochladen · Wikidata zu Ehemaliges Hospiz für Geisteskranke, Gebäude für allgemeine Dienstleistungen (Q29696308) | Ehemaliges Hospiz für Geisteskranke, Gebäude für allgemeine Dienste / Ancien hospice des aliénés, bâtiment des services généraux KGS-Nr.: 13263 | B    | G   | L’Hôpital 125 571562 / 167259                   | |
| BW   | Datei hochladen · Wikidata zu Bauernhaus (Q29696325)                                                                   | Bauernhaus / Ferme KGS-Nr.: 13271 | B    | G   | Le Village 15 571080 / 167154                   | |